# 華原大輔
華原 大輔（かはら だいすけ、4月2日 - ）は、日本の作曲家、編曲家、ベーシスト、 Jobutsu Project メンバー。LaGauno 所属。

## 楽曲提供
AAA
- Mosaic（編曲）
- one more tomorrow（編曲）
- みんなスター!（編曲）
- もう恋なんてしない（編曲）

AKB48
- 思い出のほとんど（編曲）
- 恋愛無間地獄（編曲）

AFTERSCHOOL
- Dream（共作曲）

YeLLOW Generation
- 終わりのない道（共作曲）

井上愛
- なぜか（編曲）

井口裕香
- 終わらない歌（編曲）
- Prologue（編曲）

入野自由
- 誰からも愛されるあなたのように（編曲）
- 優しさは誰のためにあるんだろう（編曲）

W-inds
- 変わりゆく空（編曲）
- 十六夜の月（編曲）
- 遠い記憶（共作編曲）
- 約束のカケラ〜acoustic〜（編曲）
- Balance（編曲）

EXILE
- もっと強く（作編曲）
- 道（編曲）
- LAST CHRISTMAS（編曲）
- EXIT（編曲）
- Choo Choo TRAIN（編曲）
- Giver（編曲）
- Everlasting Song（編曲）

EXILE TAKAHIRO
- 約束の（編曲）
- 抱きしめたい（編曲）
- Choo Choo TRAIN（編曲）
- もっと強く（作曲）

EBiDAN
- 百年後の空と意地（共作編曲）

NMB48
- 夢の名残り（共編曲）

NGT48
- 左の腕で連れ去って…（編曲）

尾関美穂
- また逢う日まで（編曲）

河内美里
- ゆめみるあさ（編曲）

加治ひとみ
- タイムマシーン（共作曲）

KAmiYU
- Believing（編曲）

μ(カリギュラ)
- Tír na nÓg（編曲）

工藤静香
- くちびるを眠らせて（編曲）

K
- Birth of Treasure（編曲）

GOLF&MIKE
- アナタが夏の真ン中（編曲）

小池徹平
- 何処かの空（編曲）
- 赤レンガ（編曲）

倖田來未
- Stay with me（編曲）
- Brave（編曲）

KOKIA
- so much love for you ♡（編曲）
- 空に太陽 あなたに私（編曲）
- ピンチはチャンス（編曲）
- give & take（編曲）

香西かおり
- でてこまへ（編曲）

沢田知可子
- 背中越しの砂時計（編曲）

三代目J Soul Brothers
- Powder Snow 〜永遠に終わらない冬〜（共作編曲）
- ALL Love（編曲）

下川みくに
- TRUE（共作編曲）
- 夢光年（編曲）

柴咲コウ
- かたち あるもの（編曲）
- Glitter（編曲）
- 求愛（作編曲）
- 合わせ鏡（編曲）
- memory pocket -メモポケ-（編曲）
- actuality（作編曲）
- 一緒に暮らそう（編曲）
- one’s heart（編曲）
- ひと恋めぐり（編曲）
- 甘いさきくさ（編曲）
- 百年後（編曲）
- Nervous（編曲）
- 幸せ繋いでた糸（編曲）

島谷ひとみ
- Garnet Moon (crossover version)（編曲）
- Viola (crossover version)（編曲）
- 秘密（編曲）
- Start（編曲）

SHOWTA
- Trans-winter 〜冬の向こう側〜（編曲）

JYJ
- W（編曲）

SMAP
- 君がいる（編曲）

Jobutsu Project（全作編曲）
- BETWEEN THE LINES
- ECOUTE  L’
- EMPTINESS
- FLOW  THE
- HIGHLY DEEP
- INTO THE HOLLOW OF ONE’S HAND
- LIGHT IS BEAUTIFUL
- ODYSSEE
- PEACEFUL DIVINITIES
- UPPER LEVEL
- UPWARDS
- VOID  THE

Sonmi
- 君ヲ想フ（編曲）
- ヒカリ（編曲）

高杉さと美
- 一緒に（編曲）
- 月が見ている -Album Ver.-（編曲）

Task have fun
- 逆光（編曲）
- 星フルWISH（編曲）
- ima cococala （編曲+MVカメラDirection）

超新星
- 愛唄（編曲）

出岡美咲
- キミの事だけどうして、、?（作編曲）

D.N.A
- K.E.T.S.U.E.N（共作編曲）

D☆DATE
- Hello Hello（編曲）
- ずっと…（編曲）
- Ordinary（作編曲）

東方神起
- bolero（編曲）
- One More Thing -SAKURA Version-（編曲）

TrySail
- あかね色（編曲）

ナオトインティライミ
- together（共作編曲）

中森明菜
- とどけたい 〜voice〜（編曲）

乃木坂46
- 意外BREAK（編曲）

VIXX
- ラララ〜愛をありがとう〜（共編曲）

hiro
- clover（編曲）
- Doralice（Coco d'Or）（編曲）

藤木直人
- fate（編曲）

堀内まり菜
- Just a little bit（編曲）

ボボボーボ・ボーボボ ハジけ祭
- 愛の迷宮舞踏会（作曲）

松田美穂
- 僕等のユメ（編曲）

マナカナ
- 渡良瀬橋（編曲）
- 赤いストーピー（編曲）
- M（編曲）
- やさしい悪魔（編曲）
- 元気を出して（編曲）
- 花嫁（編曲）
- 大阪lover（編曲）
- 泣いて笑って（編曲）
- ボクとキミとこの空と（編曲）

Mayumi
- 戦国パチンコ「CR花の慶次〜焔」涙桜（作編曲）

水樹奈々
- はつ恋（共作編曲）
- 嘆きの華（共作編曲）
- ALL FOR LOVE（共作編曲）

南端まいな
- セツナイノチ（編曲）

最上川司
- 北酒場（編曲）
- みちのくひとり旅（編曲）
- 花は咲く（編曲）
- デジタル慕情（編曲）
- 君の胸の中に（編曲）
- 愛しき日々（編曲）
- 津軽海峡・冬景色（編曲）

ももいろクローバー
- きみゆき（編曲）

安田奈央
- Re:Start（編曲）

雪乃
- Boy for me〜うわごとみたいに好きと言って（編曲）

ラヴ（cv.竹達彩奈）&ミディ・ザ・ガール（cv.丹下桜）
- Invisible Link（編曲）

Lead
- Drive Alive（編曲）

鷺澤頼子
- 心のそばに（作曲）

WaT
- 36℃（編曲）
- 青春の輝き（編曲）
- 時を越えて〜Fantastic World〜（編曲）
- Ready Go!（編曲）
- 5センチ。（編曲）
- 前進（編曲）
- 道標（編曲）
- reStart（編曲）
- ボクラノLove Story（編曲）

ONE☆DRAFT
- Paper Plane（編曲）
- 一度きりの大声で（作編曲）
- LIFE（作編曲）
- Over Drive（編曲）
- ALL & ALL & ALL（編曲）
- しあわせの軌跡（編曲）
- 未完成の夢（共作編曲）
- TIME（共作曲）